# John Peake
John Morris Peake (Cambridge, 26 agosto 1924 – 30 marzo 2022) è stato un hockeista su prato britannico.

## Palmarès
- Giochi olimpici

Londra 1948: argento.